# 米德尔塞克斯县 (康涅狄格州)
米德爾塞克斯郡（英語：Middlesex County）是美国康乃狄克州中南部的一個郡，面積1,137平方公里。根據2020年美國人口普查，共有人口16萬4,245人。與同州其餘七郡一樣，本郡既無郡治也無郡政府。該郡成立於1785年，郡名來自英国的密德瑟斯郡。